# ISO 3166-2:TO

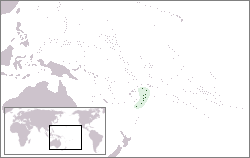
کشور های تحت استاندارد ISO 3166-2 طبق نقشه

کد ISO 3166-2:TO بخشی از استاندارد ایزو ۳۱۶۶ برای کشور تونگا است که توسط سازمان بین‌المللی استانداردسازی ISO تنظیم شده‌است این سازمان، کدهای استاندارد را برای تقسیمات کشوری (ایالت‌ها یا استان‌های) کشورهای فهرست شده در استاندارد ایزو ۳۱۶۶-۱ تعریف می‌کند.
هر کد شامل دو بخش می‌گردد که توسط علامت - جدا می‌گردند.
- بخش نخست TO که در ایزو ۳۱۶۶-۱ آلفا-۲ کد کشور تونگا است.
- بخش دوم شامل یک یا دو یا سه حرف است که بیان‌کننده استان یا ایالت کشور تونگا می‌باشد.

## کدها
| کدها  | Divisioni    |
| ----- | ------------ |
| TO-01 | Eua          |
| TO-02 | هاآپایی      |
| TO-03 | Niuas        |
| TO-04 | تونگاتاپو    |
| TO-05 | جزیره واوائو |